# Troisième sommet de la Communauté politique européenne
Le troisième sommet de la Communauté politique européenne est un sommet international qui a lieu le 5 octobre 2023 à l'Alhambra de Grenade, en Espagne. Troisième sommet de la Communauté politique européenne proposée par le président français Emmanuel Macron, il réunit environ 47 pays d'Europe.
Les présidents de l'Azerbaïdjan et de la Turquie n'y participent pas.

## Objectifs
L'Espagne, pays organisateur assurant la présidence tournante du Conseil de l'Union européenne pour le deuxième semestre de 2023, a annoncé que le sommet porterait sur « les conflits actuels qui affectent le continent, avec l’objectif de profiter de la présence de la plupart des dirigeants européens pour rétablir leur unité face à l’agression russe contre l’Ukraine » .

## Préparation
En Octobre 2022, il a été annoncé que l'Espagne recevrait le troisième sommet de la Communauté politique européenne, et la date et le lieu précis furent annoncés en février 2023.
Une réunion informelle du Conseil européen se déroula le jour suivant dans le même lieu.

## Programme
Le sommet s'est tenu le 5 octobre 2023 au Centre des congrès de Grenade, avec le programme suivant,:
- 11h30 : Arrivée et accueil
- 12h30-13h30 : séance plénière d'ouverture
- 13h30-15h : Groupes thématiques sur la digitalisation et la transition digitale, l'énergie, l'environnement, la transition verte, le multilatéralisme et la géostratégie
- 15h : conférence de presse officielle (annulée)
- 18h30-20h : visite des Palais de Nazareth de l'Alhambra

Dans la soirée en effet, le Roi Felipe VI et la Reine Letizia ont accueilli les participants et leurs conjoints dans la Cour des Lions de l'Alhambra, où la photo de famille fut prise. Les invités se sont ensuite rendus dans les jardins du Palais Partal pour assister à une performance de flamenco, puis étaient reçus au Parador, le Palais du couvent de San Francisco, pour le diner de clôture.

## Participants

Pays membres de la Communauté politique européenne

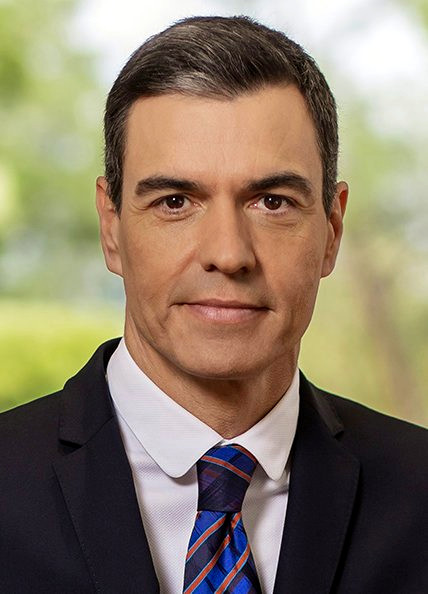
Le Président du gouvernement d'Espagne Pedro Sánchez préside le sommet

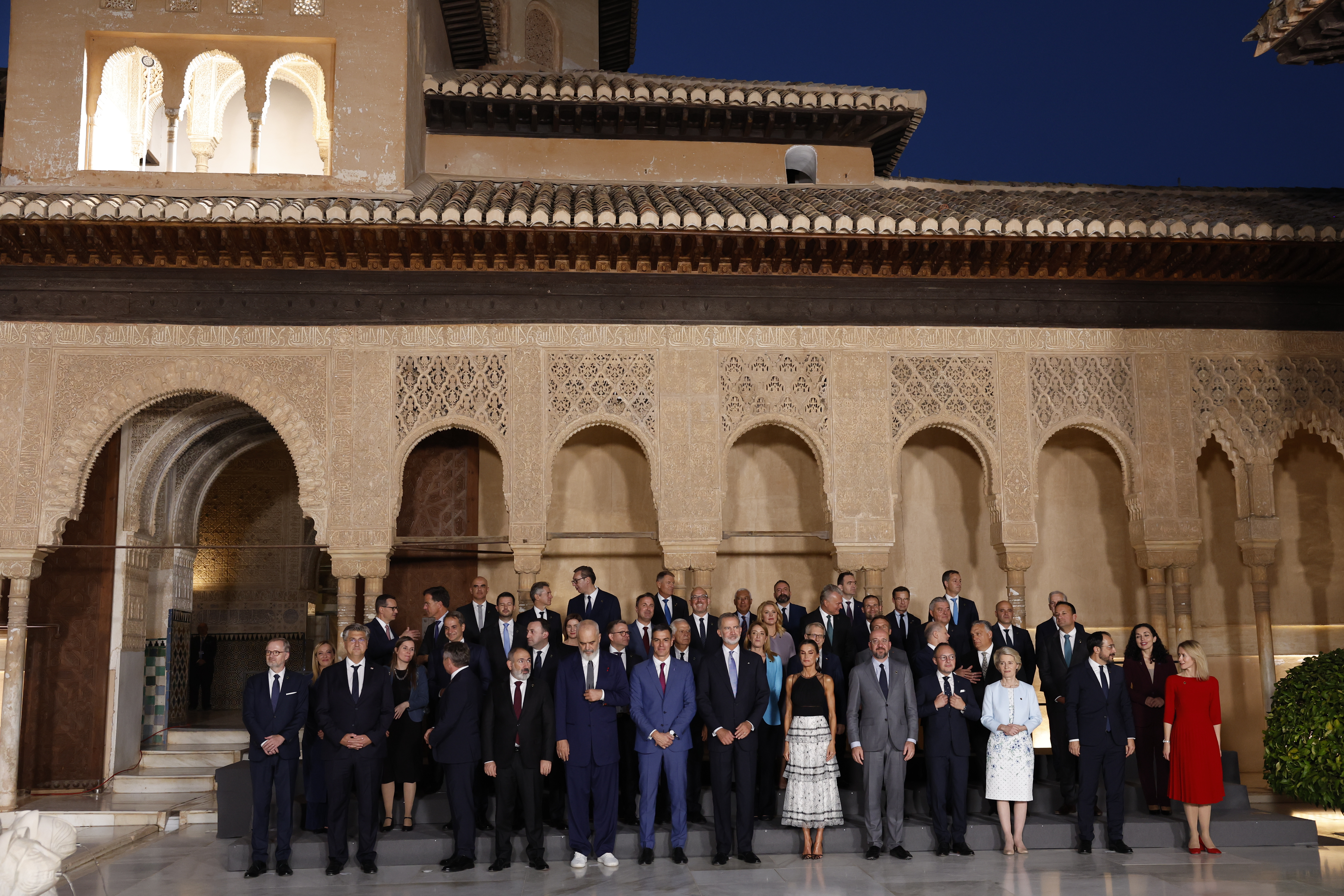
Participants en place pour la photo de famille

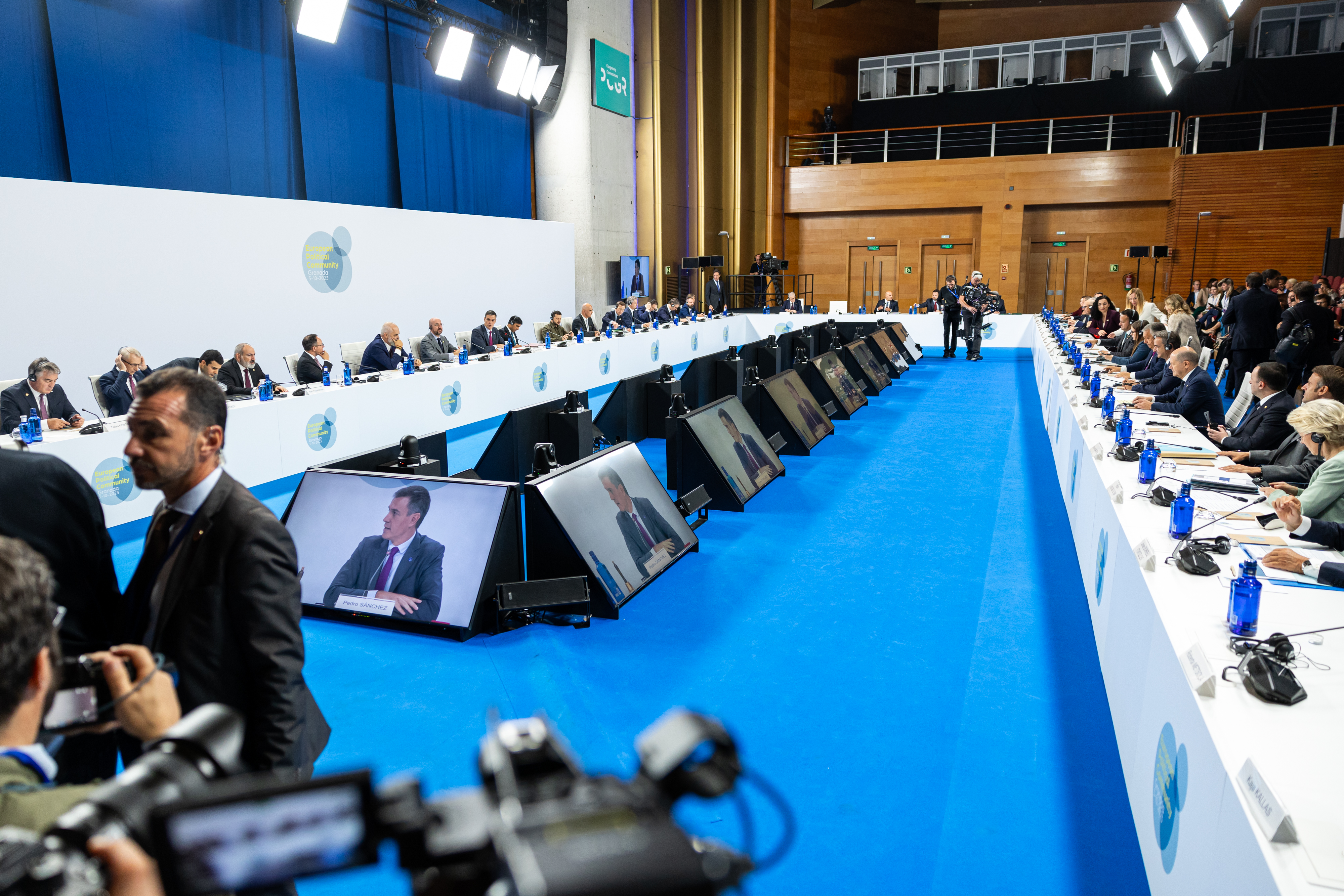
Séance plénière d'ouverture

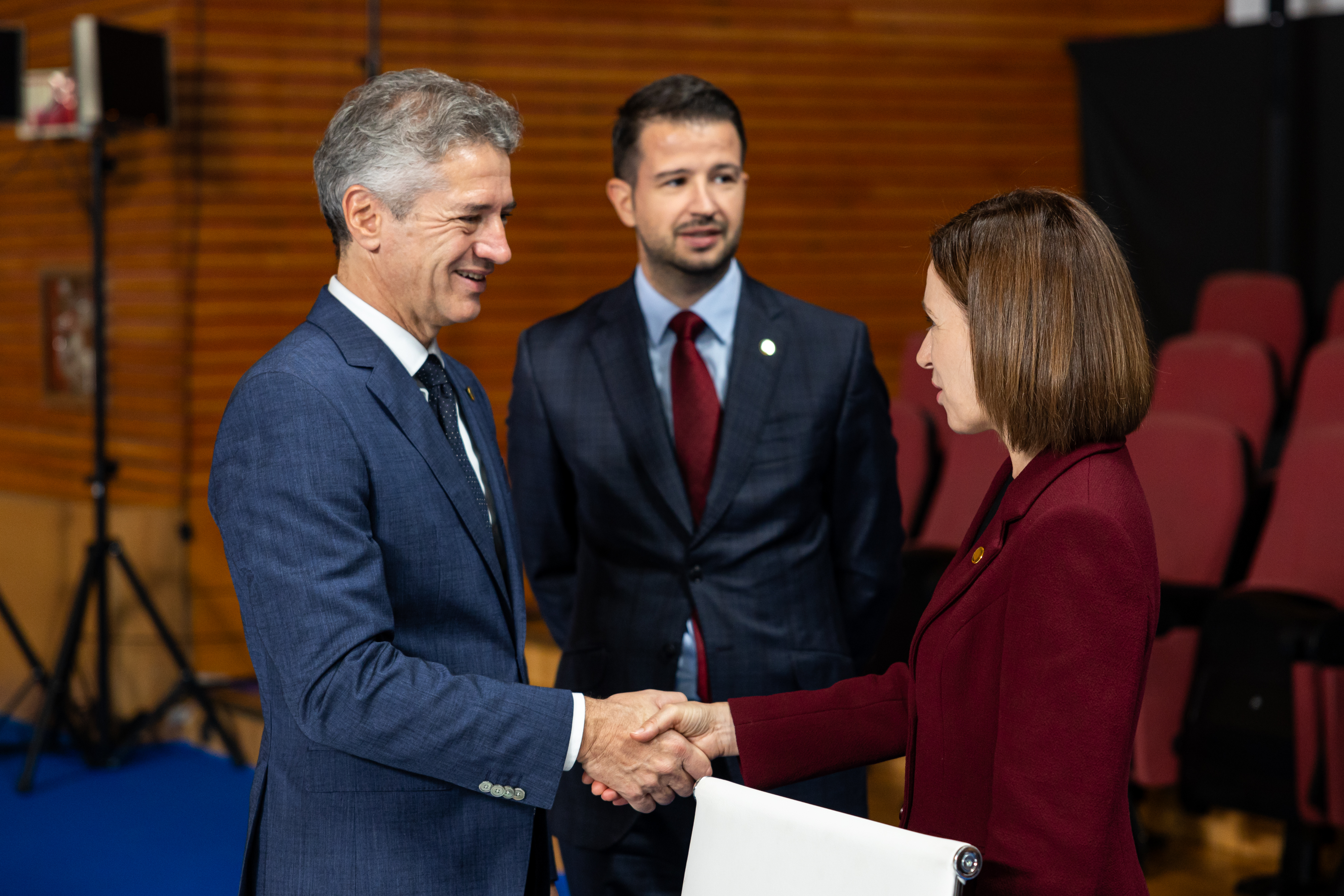
Le Président du gouvernement slovène Robert Golob (gauche), le Président du Monténégro Jakov Milatović (centre) et la Présidente moldave Maia Sandu (droite)

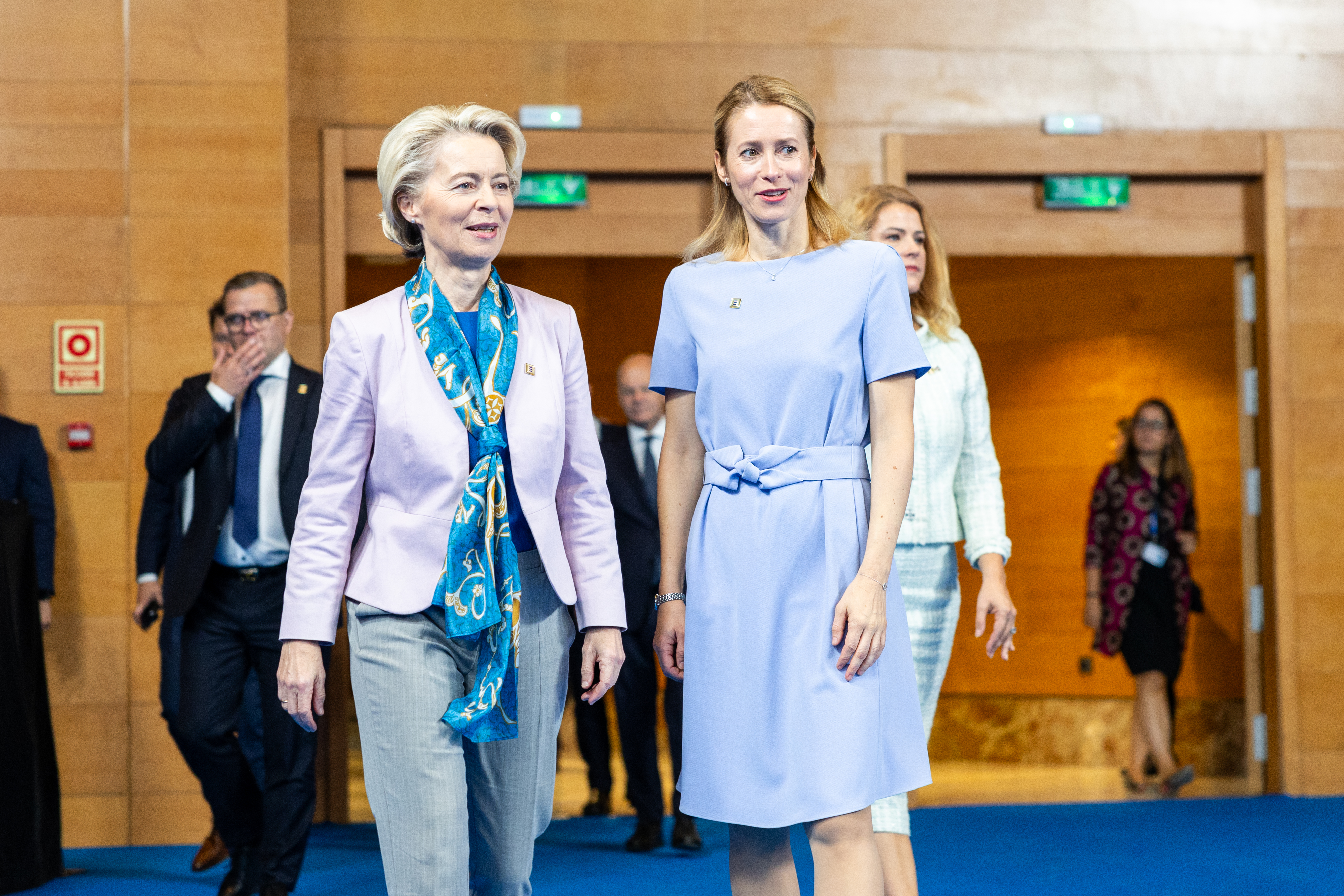
La Présidente de la Commission européenne Ursula von der Leyen (gauche) et la Première ministre d'Estonie Kaja Kallas (droite) arrivant à la session plénière d'ouverture

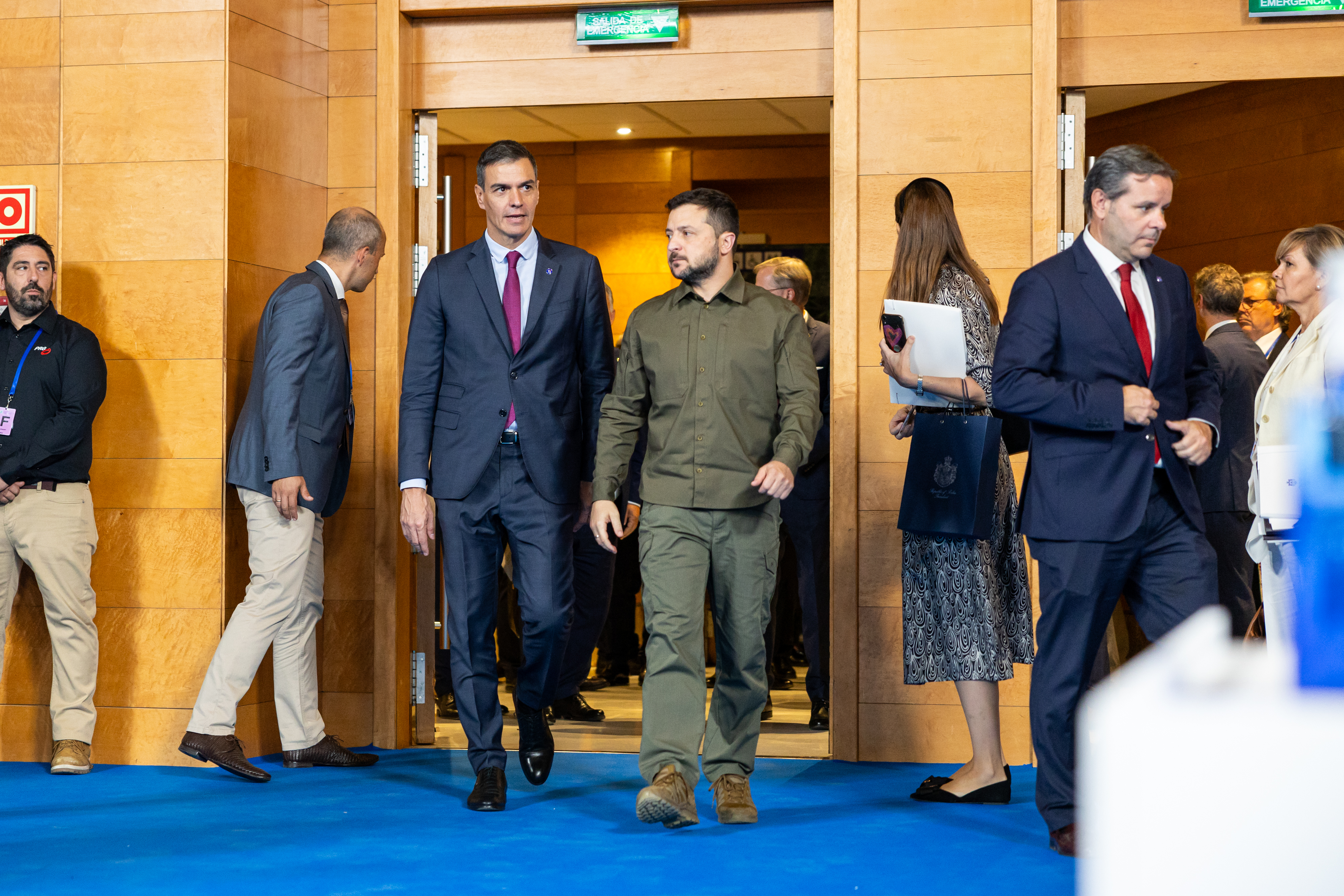
Le Premier ministre espagnol Pedro Sanchez (gauche) arrivant à la session plénière d'ouverture avec le Président ukrainien Volodymyr Zelensky (droite)

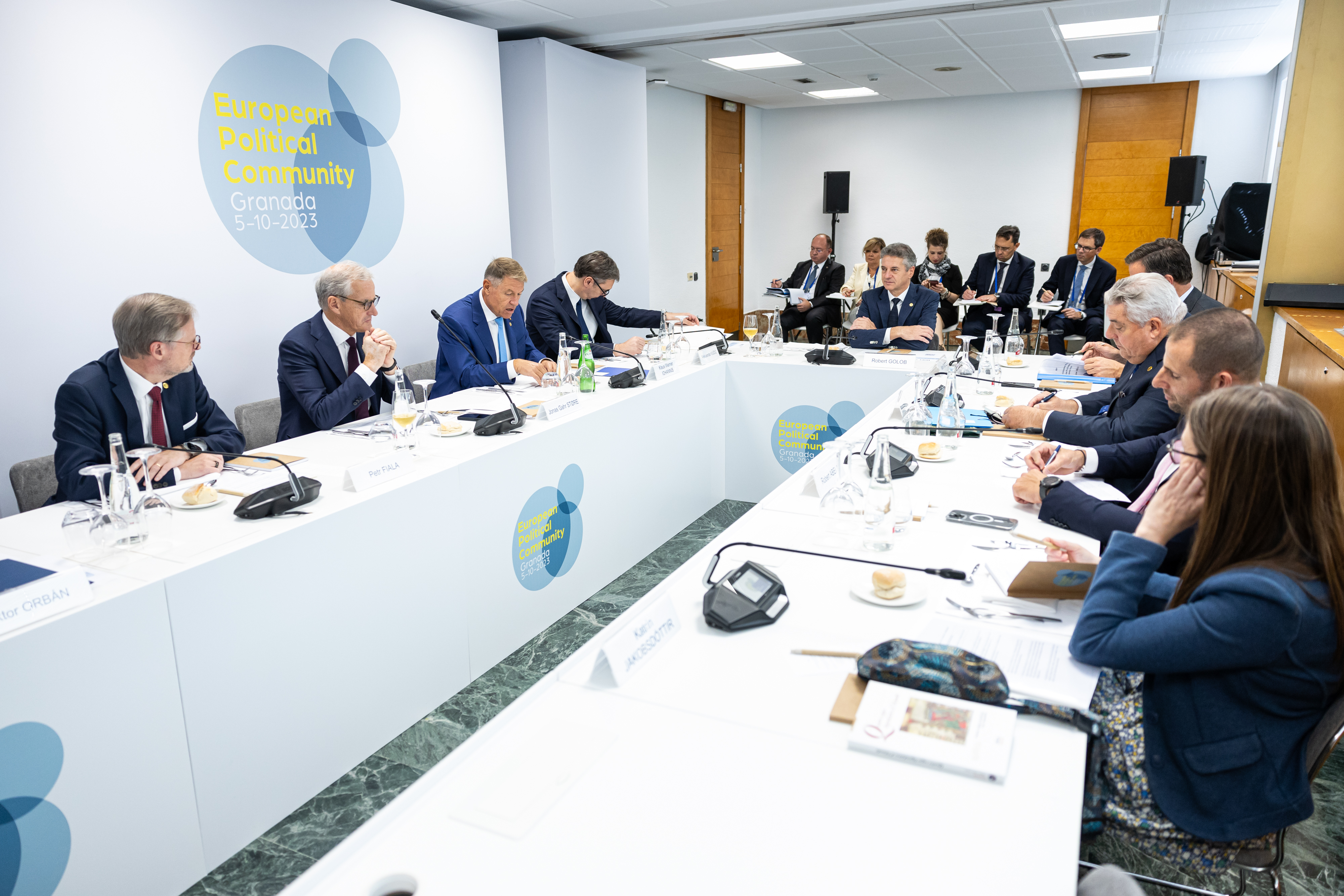
Réunion en petit groupe de travail

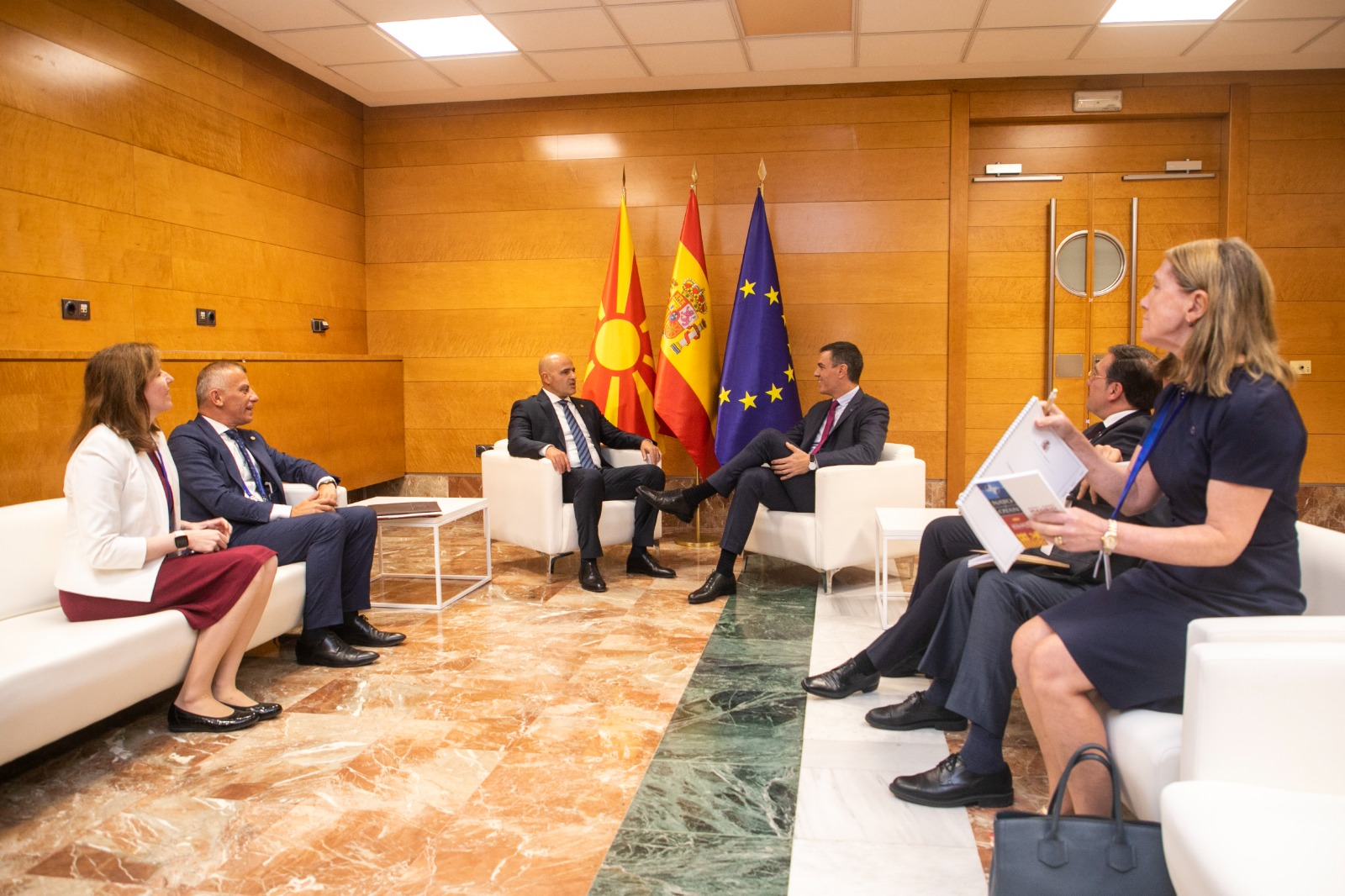
Réunion bilatérale entre Dimitar Kovačevski, Président du gouvernement de Macédoine du Nord (gauche) et son homologue Pedro Sanchez (droite)

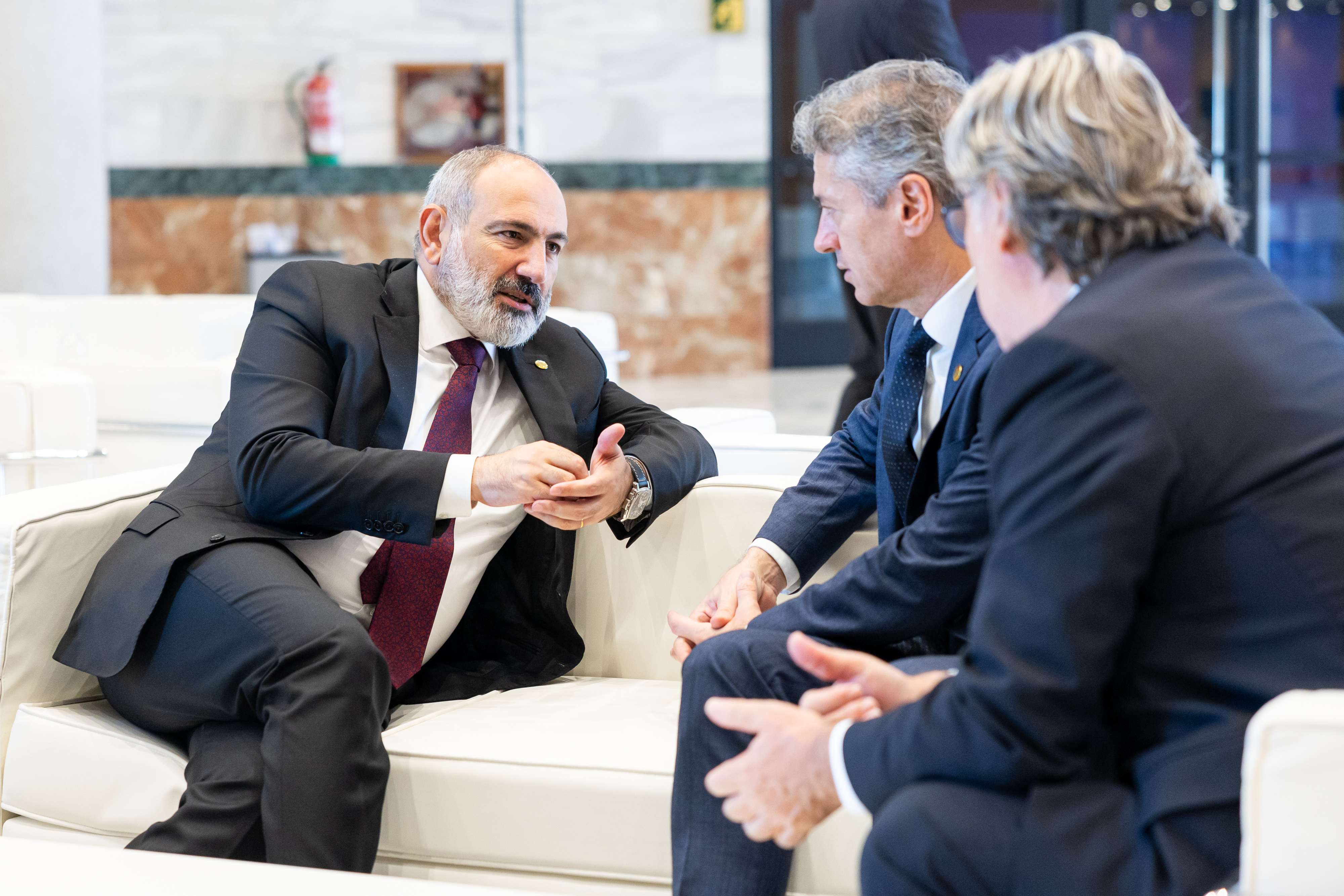
Rencontre informelle en marge du sommet entre Nikol Pachinian, Premier ministre d'Arménie et son homologue slovène Robert Golob

Les chefs d'État ou de gouvernements des pays membres de la Communauté politique européenne assistent au sommet en compagnie du président du Conseil européen, de la présidente de la Commission européenne et de la présidente du Parlement européen. La veille du sommet, le président turc Recep Tayyip Erdoğan déclare qu'en raison d'une maladie il ne pourra pas assister au sommet. Le président azerbaïdjanais Ilham Aliyev n'assistera pas au sommet à cause d'un sentiment « anti-Azerbaïdjan » après la récente guerre au Haut-Karabagh. La présidente biélorusse du Conseil de coordination, Svetlana Tikhanovskaïa, a été invitée à assister au sommet par le gouvernement espagnol[réf. non conforme].
|  | Pays non membre de l'UE |

| Membre                           | Membre             | Représenté par                      | Titre                                                                |
| -------------------------------- | ------------------ | ----------------------------------- | -------------------------------------------------------------------- |
| Drapeau de l'Albanie             | Albanie            | Edi Rama                            | Premier ministre                                                     |
| Drapeau de l'Allemagne           | Allemagne          | Olaf Scholz                         | Chancelier fédéral                                                   |
| Drapeau d'Andorre                | Andorre            | Xavier Espot                        | Chef du gouvernement                                                 |
| Drapeau de l'Arménie             | Arménie            | Nikol Pachinian                     | Premier ministre                                                     |
| Drapeau de l'Autriche            | Autriche           | Karl Nehammer                       | Chancelier fédéral                                                   |
| Drapeau de l'Azerbaïdjan         | Azerbaïdjan        | N/A                                 | N/A                                                                  |
| Drapeau de la Belgique           | Belgique           | Alexander De Croo                   | Premier ministre                                                     |
| Drapeau de la Bosnie-Herzégovine | Bosnie-Herzégovine | Željko Komšić                       | Président du collège présidentiel                                    |
| Drapeau de la Bulgarie           | Bulgarie           | Nikolaï Denkov                      | Premier ministre                                                     |
| Drapeau de la Croatie            | Croatie            | Andrej Plenković                    | Premier ministre                                                     |
| Drapeau de Chypre                | Chypre             | Nikos Christodoulides               | Président                                                            |
| Drapeau du Danemark              | Danemark           | Mette Frederiksen                   | Premier ministre                                                     |
| Drapeau de l'Espagne             | Espagne            | Pedro Sánchez (hôte)                | Président du gouvernement                                            |
| Drapeau de l'Estonie             | Estonie            | Kaja Kallas                         | Premier ministre                                                     |
| Drapeau de la Finlande           | Finlande           | Petteri Orpo                        | Premier ministre                                                     |
| Drapeau de la France             | France             | Emmanuel Macron                     | Président                                                            |
| Drapeau de la Géorgie            | Géorgie            | Irakli Garibachvili                 | Premier ministre                                                     |
| Drapeau de la Grèce              | Grèce              | Kyriakos Mitsotakis                 | Premier ministre                                                     |
| Drapeau de la Hongrie            | Hongrie            | Viktor Orbán                        | Premier ministre                                                     |
| Drapeau de l'Islande             | Islande            | Katrín Jakobsdóttir                 | Premier ministre                                                     |
| Drapeau de l'Irlande             | Irlande            | Leo Varadkar                        | Taoiseach                                                            |
| Drapeau de l'Italie              | Italie             | Giorgia Meloni                      | Présidente du Conseil des ministres                                  |
| Drapeau du Kosovo                | Kosovo             | Vjosa Osmani                        | Président                                                            |
| Drapeau de la Lettonie           | Lettonie           | Evika Siliņa                        | Premier ministre                                                     |
| Drapeau du Liechtenstein         | Liechtenstein      | Daniel Risch                        | Premier ministre                                                     |
| Drapeau de la Lituanie           | Lituanie           | Gitanas Nausėda                     | Président                                                            |
| Drapeau du Luxembourg            | Luxembourg         | Xavier Bettel                       | Premier ministre                                                     |
| Drapeau de la Macédoine du Nord  | Macédoine du Nord  | Dimitar Kovačevski                  | Président du gouvernement                                            |
| Drapeau de Malte                 | Malte              | Robert Abela                        | Premier ministre                                                     |
| Drapeau de la Moldavie           | Moldavie           | Maia Sandu                          | Présidente                                                           |
| Drapeau de Monaco                | Monaco             | Pierre Dartout                      | Ministre d'État                                                      |
| Drapeau du Monténégro            | Monténégro         | Jakov Milatović                     | Président                                                            |
| Drapeau de la Norvège            | Norvège            | Jonas Gahr Støre                    | Premier ministre                                                     |
| Drapeau des Pays-Bas             | Pays-Bas           | Mark Rutte                          | Premier ministre                                                     |
| Drapeau de la Pologne            | Pologne            | Mateusz Morawiecki                  | Président du Conseil des ministres                                   |
| Drapeau du Portugal              | Portugal           | António Costa                       | Premier ministre                                                     |
| Drapeau de la Tchéquie           | République tchèque | Petr Fiala                          | Président du gouvernement                                            |
| Drapeau de la Roumanie           | Roumanie           | Klaus Iohannis                      | Président                                                            |
| Drapeau du Royaume-Uni           | Royaume-Uni        | Rishi Sunak                         | Premier ministre                                                     |
| Drapeau de Saint-Marin           | Saint-Marin        | Luca Beccari                        | Secrétaire aux Affaires étrangères                                   |
| Drapeau de la Serbie             | Serbie             | Aleksandar Vučić                    | Président                                                            |
| Drapeau de la Slovaquie          | Slovaquie          | Ľudovít Ódor                        | Président du gouvernement                                            |
| Drapeau de la Slovénie           | Slovénie           | Robert Golob                        | Président du gouvernement                                            |
| Drapeau de la Suède              | Suède              | Ulf Kristersson                     | Premier ministre                                                     |
| Drapeau de la Suisse             | Suisse             | Alain Berset                        | Président                                                            |
| Drapeau de la Turquie            | Turquie            | N/A                                 | N/A                                                                  |
| Drapeau de l'Ukraine             | Ukraine            | Volodymyr Zelensky                  | Président                                                            |
| Drapeau de l’Union européenne    | Union européenne   | Charles Michel Ursula von der Leyen | Président du Conseil européen Présidente de la Commission européenne |

## Résultats

### Relations entre l'Arménie et l'Azerbaïdjan
Il était prévu que le Premier ministre arménien Nikol Pashinyan et le Président azéri Ilham Aliyev se rencontrent comme ce fut le cas lors des deux précédents sommets. Cette rencontre devait être la première depuis l'offensive azéri de 2023 dans la Haut-Karabagh et le flot de réfugiés arrivant le sur le sol arménien. Cependant, Aliyev a annulé sa venue la veille du sommet, invoquant une « atmosphère anti-azéri ». Pashinyan avait espéré présenter un traité de paix potentiel entre les deux pays à cette occasion. Un porte-parole de la présidence azérie a indiqué qu'Aliyev était disposé à rencontrer Pashinyan à Bruxelles dans un futur proche pour répondre le dialogue. En l'absence d'Aliyev une réunion s'est tout de même tenue avec Pashinyan et le Président du Conseil européen Charles Michel, le Président français Emmanuel Macron, le Chancelier fédéral allemand Olaf Scholz,. La Presidente de la Commission européenne a elle aussi rencontré Pashinyan et a déclaré : nous réitérons notre condamnation de l'opération militaire lancée par l'Azerbaïdjan contre la population arménienne du Haut-Karabagh et réaffirmons le besoin de respecter la souveraineté et l'intégrité territoriale de l'Arménie. L'Arménie et l'UE sont liées par des valeurs politiques partagées et leur engagement pour un ordre international fondé sur les règles. En ces temps difficiles, l'UE et l'Arménie se tient côte à côte. Nous sommes dévoués à un renforcement des relations entre l'UE et l'Arménie. Elle a également annoncé qu'un événement organisé conjointement par l'UE et les États-Unis d'Amérique pour le soutien à l'Arménie était en cours de préparation.
À la suite du sommet, l'UE a annoncé qu'elle accueillerait une rencontre entre Pashinyan et Aliyev en octobre 2023.

### Opposition biélorusse
Sviatlana Tsikhanouskaya, la dirigeante de l'opposition démocratique biélorusse a été invitée au sommet par le gouvernement espagnol. Elle a tenue des réunions bilatérales avec les represents de l'Arménie, de la République tchèque, de la Lettonie, de l'Espagne, et avec Josep Borrell, le Haut Représentant de l'Union pour l'action extérieure et la politique de sécurité.

### Cybersécurité
La France a proposé que le Fond de cybersécurité d'urgence du Centre européen de competence en cybersécurité soit accessible pour l'ensemble des États participants à la Communauté politique européenne. La France a également signé des accords avec les gouvernements  monténégrins et slovènes pour établir un Institut conjoint de cyber résidence, basé au Monténégro.

### Sécurité énergétique
Charles Michel et Ursula Von der Leyen se sont félicité de l'action de l'UE en matière de sécurité énergétique. Les États membres ainsi que la Norvège, l'Ukraine, la Moldavie et la Serbie sont convenus de travailler de concert dans le cadre de la plateforme énergétique de l'UE pour améliorer l'efficience énergétique et développer davantage les sources d'énergies renouvelable.

### Sécurité européenne et élargissement de l'UE
Le Président ukrainien Volodymyr Zelensky et le Président du gouvernement espagnol Pedro Sánchez ont soulignés l'importance de maintenir l'unité du continent européen. Josep Borrell, le Haut représentant de l'UE pour l'action extérieure et la politique de sécurité s'ait dit optimiste quant à la possibilité d'octroi du statut de candidat à l'adhésion de la Géorgie à l'UE. Les représentants hongrois et lituaniens ont noté l'importance de l'adhésion de la Géorgie pour la stabilité de la région. Le Parlement européen à instamment demandé au même moment que le sommet que les négociations d'adhésion avec la Moldavie avant la fin de l'année .

### Serbie et Kosovo
Eu égard aux tensions entre la Serbie et le Kosovo, suivant l'attaque récente à Banjska, il était attendu que la situation occupe les discussions entre les participants. Les dirigeants européens ont tenté d'organiser une rencontre entre le Président serbe Aleksandar Vučić, et la Présidente kosovar Vjosa Osmani. Olaf Scholz a affirmé que les vives tensions entre les deux parties seront discuté jeudi et vendredi dans le cadre de la réunion informelle du Conseil européen se tenant également à Grenade. Vjosa Osmani a décliné une rencontre possible avec Aleksandar Vučić sans édiction préalable de sanctions à l'encontre de la Serbie .

### Migration
Les représentants italiens, britanniques, néerlandais, albanais, français et de la Commission européenne ont organisé une réunion sur la migration en marge du sommet. Dans une déclaration publiée par la suite, ils se sont engagés à agir contre le trafique d'être humains, en renforçant les frontières pour éviter les entrée irrégulières, renforcer les patrouilles et les opérations de sauvetage, harmoniser le droit pénal concernant les passeurs et renforcer le développement durable à travers l'éducation, la création d'emploi et l'action climatique pour réduire l'immigration.

### Mobilité des jeunes
France a fait part de son intention de soutenir une extension du plan de mobilité pour les jeunes "DiscoverEU" à tous les États participants à la Communauté politique européenne.

## Controverses

### Comportement de Rishi Sunak
L'attitude de Rishi Sunak, le Premier ministre du Royaume-Uni, a causé une première controverse quelques jours avant le sommet en insistant pour une réorganisation de l'ordre du jour sur les seules questions migratoires. Après son échec à faire revoir l'ordre du jour, il a tenu une rencontre parallèle avec la Présidente du Conseil des ministres italiens, Giorgia Meloni,. Il a en outre ajouté à la controverse en refusant de participer à la conference de presse officielle prévue à 15h, entrainant ainsi son annulation. Il a de surcroît dédaigné la famille royale espagnole en refusant de participer au banquet de clôture organisé par le Roi Felipe VI, un cousin issu de germain éloigné au premier de degré du monarque britannique Charles III.